# 仲之町 (徳島市)
仲之町（なかのちょう・なかんちょう）は、徳島県徳島市の町名。東富田地区に属している。仲之町1丁目から仲之町4丁目まである。郵便番号は〒770-0932。
元は仲之町の裏通りだった南仲之町を含めて仲之町と呼ぶこともある。

## 人口
2011年6月。徳島市の調査より。
|       | 世帯数 | 人口 |
| ----- | ------ | ---- |
| 1丁目 | 038    | 080  |
| 2丁目 | 057    | 101  |
| 3丁目 | 052    | 102  |
| 4丁目 | 055    | 096  |
| 計    | 202    | 379  |

## 地理
徳島市の中央部、都心地域（中心市街地）南部の東富田地区北部に位置する。東西の通る県道136号の両側に沿って伸びる町である。
西から1～4丁目。この丁番は、北と南の富田浜と南仲之町の1～4丁目と東西の位置が揃っている。
2・3丁目間で直交する富田橋通り沿いは富田橋1丁目で、交差点では町境が入り組んでいる。1・2丁目間では伊月町の通りと直交し、伊月町1丁目と伊月町2丁目を分断している。
東富田地区を東西に貫く幹線道路の両側に広がる商業地区であり、北は富田浜の商店街、南は南仲之町の商住混在地域に接する。富田浜・南仲之町とは、一部を除き、平行する裏通が町境となっている。
東端をJR牟岐線が南北に走り、町境となっている。県道は線路をアンダーパスで越えかちどき橋1丁目に入り、かちどき橋交叉点の十字路で国道55号と連絡している。西は両国橋通りとの十字路を越え、同じく県道の両側に沿って伸びる紺屋町と繋がっている。ただし紺屋町にあるような幅広い歩道は仲之町にはない。

## 歴史
江戸時代には武家町だった。現仲之町は中ノ丁と呼ばれた。
もとは富田のちに富田浦町（江戸時代には富田、明治初期までに名東郡富田浦町、1889年の徳島市市制から徳島市の大字の富田浦町）の一部だったが、1941年に独立した町となった。
1945年7月4日の徳島大空襲では、著しい戦火を受けた。
教育家佐藤カツの出身地であり、佐藤は1961年4月、徳島家政短期大学（1963年4月より四国女子短期大学、現 四国大学）を仲之町1丁目に創設した。1963年9月に応神町へ移転した。

## 施設
- 立木写真館 - 1丁目
- ベルベ本社 - 1丁目

## 交通

### 道路
- 都道府県道
  - 徳島県道136号宮倉徳島線 - 仲之町の本丁筋。西は紺屋町、東はかちどき橋に通ず。

### バス
JR徳島駅より徳島バス南部循環又はアスティとくしま・山城町行きを利用。バス停「仲之町一丁目」「仲之町二丁目」「仲之町三丁目」。